# Chororapithecus
Chororapithecus abyssinicus
Genre
Espèce
Chororapithecus est un genre éteint de primates de la famille des hominidés, qui a vécu au Miocène supérieur en Afrique de l'Est, il y a environ 8 millions d'années. Il comprend la seule espèce Chororapithecus abyssinicus, décrite en 2007 par l'équipe japonaise qui l'a découverte en 2005 en Éthiopie, avec seulement neuf dents fossiles. Ce genre est considéré par ses découvreurs comme un possible membre de la tribu des Gorillini.

## Description
Les seuls vestiges rapportés à cet hominidé éteint consistent en neuf dents fossiles (huit molaires et une canine) correspondant au moins à trois individus, mis au jour en 2007 dans la formation de Chorora, qui s'étend au sud de la dépression de l'Afar en Éthiopie, à proximité de l'endroit où Lucy a été découverte en 1974. L'analyse de huit molaires (dont deux fragmentaires) et d'une canine montre que leur structure est en partie similaire à celle des gorilles actuels.

## Classification phylogénétique
Les auteurs de la découverte ont comparé la structure des dents à celles d'autres hominidés actuels ou disparus et ont conclu que ce nouveau taxon pourrait être un genre de Gorillini se nourrissant essentiellement de plantes riches en fibre, et qu'il pourrait s'agir d'un parent des gorilles vivant actuellement en Afrique. Par ailleurs, l'idée selon laquelle les vestiges découverts correspondraient plutôt à des Hominini fossiles n'a pas été totalement écartée.
Phylogénie des genres actuels d'hominidés, d'après Shoshani et al. (1996) et Springer et al. (2012) :
| Gorillini | Gorilla (Gorille)                                                                                             |
|           | Gorilla (Gorille)                                                                                             |
| Hominini  | \| Panina \| Pan (Chimpanzé) \| \| \| Pan (Chimpanzé) \| \| Hominina \| Homo (Homme) \| \| \| Homo (Homme) \| |
|           | \| Panina \| Pan (Chimpanzé) \| \| \| Pan (Chimpanzé) \| \| Hominina \| Homo (Homme) \| \| \| Homo (Homme) \| |
| Panina    | Pan (Chimpanzé)                                                                                               |
|           | Pan (Chimpanzé)                                                                                               |
| Hominina  | Homo (Homme)                                                                                                  |
|           | Homo (Homme)                                                                                                  |

| Panina   | Pan (Chimpanzé) |
|          | Pan (Chimpanzé) |
| Hominina | Homo (Homme)    |
|          | Homo (Homme)    |

| Gorillini | Gorilla (Gorille)                                                                                             |
|           | Gorilla (Gorille)                                                                                             |
| Hominini  | \| Panina \| Pan (Chimpanzé) \| \| \| Pan (Chimpanzé) \| \| Hominina \| Homo (Homme) \| \| \| Homo (Homme) \| |
|           | \| Panina \| Pan (Chimpanzé) \| \| \| Pan (Chimpanzé) \| \| Hominina \| Homo (Homme) \| \| \| Homo (Homme) \| |
| Panina    | Pan (Chimpanzé)                                                                                               |
|           | Pan (Chimpanzé)                                                                                               |
| Hominina  | Homo (Homme)                                                                                                  |
|           | Homo (Homme)                                                                                                  |

| Panina   | Pan (Chimpanzé) |
|          | Pan (Chimpanzé) |
| Hominina | Homo (Homme)    |
|          | Homo (Homme)    |

## Datation
Les dents fossiles avaient été datées initialement de 10,5 à 10 millions d'années, ce qui avait suscité à l'époque un débat sur la divergence apparente entre l'âge des fossiles et la date de séparation estimée en 2007 entre Hominini et Gorillini (entre 7 et 8 millions d'années), sur la base de la théorie de l'horloge moléculaire. En février 2016, une nouvelle étude géologique de la formation Chorora, où les dents fossiles ont été trouvées, a révisé leur datation à 8 millions d'années.
Berhane Asfaw, chercheur éthiopien au Rift Valley Research Service en Éthiopie et coauteur de l'étude, avait déclaré en 2007 : « D'après ce fossile, il ressort que la divergence est beaucoup plus ancienne que ne l'avaient laissé penser les preuves moléculaires ».
Le calibrage de l'horloge moléculaire, basé sur le taux moyen de fixation de mutations neutres chez les hominidés durant les 20 derniers millions d'années, a depuis été remis en question. Les mutations sont survenues moins vite qu'on le pensait auparavant, ce qui a reporté la date de divergence entre humains et gorilles au-delà de 9 millions d'années. La double révision des dates permet aux fossiles de Chororapithecus de désormais bien rentrer dans le schéma proposé par les auteurs de la découverte.

## Europe / Afrique
Les efforts en vue de la découverte en Afrique d'Homininae fossiles datant de 12 à 7 millions d'années sont longtemps restés infructueux, et les fossiles trouvés à ce jour demeurent très peu nombreux et fragmentaires.
Le paléoprimatologue canadien David Begun se fonde sur cette absence relative pour formuler l'hypothèse selon laquelle les Hominidae auraient évolué vers les Homininae en Europe, où les représentants fossiles de cette sous-famille sont nombreux, avant de retourner en Afrique durant le Miocène supérieur, où ils auraient formé les Hominini et les Gorillini. Le débat reste vif entre spécialistes sur cette question.

## Divergences
Certains auteurs ne se sont pas montrés convaincus par les résultats de l'étude. Même si les dents sont très proches de celles des gorilles modernes, elles pourraient résulter d'évolutions parallèles d'une espèce génétiquement distincte mais consommant des aliments similaires. « Il est excessif de construire une échelle temporelle pour l'évolution des grands singes à partir de ce nouveau fossile. Ces structures apparaissent sur au moins trois lignées indépendantes de singes, gorilles compris, et elles peuvent être liées à un changement de régime alimentaire plutôt qu'indiquer un nouveau caractère génétique », a déclaré Peter Andrews du Musée d'histoire naturelle de Londres (Royaume-Uni). Il avoue toutefois que « les fossiles se rapportant à l'évolution de nos plus proches parents vivants, les grands singes, sont quasiment inexistants ».
Le paléoanthropologue Jay Kelley, de l'Université de l'Illinois à Chicago, était également sceptique. Il n'était pas convaincu qu'il s'agisse d'un gorille et a déclaré que des études complémentaires étaient nécessaires pour déterminer la place précise de ce spécimen dans l'évolution humaine.